# Rustlers of the Badlands
Rustlers of the Badlands è un film del 1945 diretto da Derwin Abrahams.
È un western statunitense con Charles Starrett, Tex Harding e Dub Taylor.
Fa parte della serie di film western della Columbia incentrati sul personaggio di Durango Kid.

## Produzione
Il film, diretto da Derwin Abrahams su una sceneggiatura di J. Benton Cheney e un soggetto di Richard Hill Wilkinson, fu prodotto da Colbert Clark per la Columbia Pictures e girato dal 12 al 21 luglio 1944. Il titolo di lavorazione fu Renegade Roundup.

## Distribuzione
Il film fu distribuito negli Stati Uniti dal 16 agosto 1945 al cinema dalla Columbia Pictures.
Altre distribuzioni:
- in Portogallo il 2 maggio 1949 (Ladrões de Gado)
- in Brasile (Ladrões do Prado)
- nel Regno Unito (By Whose Hand?)

## Promozione
La tagline è: The Durango Kid Roars To New Glory!.